# Representaciones sociales
Serge Moscovici introduce la noción de representación social hacia el año 1961, tomando en consideración las ideas centrales del pensamiento de Emile Durkheim desde finales del siglo XIX, teniendo como referencia las denominadas representaciones colectivas. De acuerdo con Ibañez (1988), siguiendo a Moscovici, señala que:

Si bien es fácil captar la realidad de las representaciones sociales, no es nada fácil captar el concepto.(p.32).

De las definiciones de representación social, una de las más aceptadas por su naturaleza sintética y generalizadora, así como por su poder integrador ha sido la de Denise Jodelet, que dice:

El concepto de representación social designa una forma de conocimiento específico, el saber de sentido común, cuyos contenidos manifiestan la operación de procesos generativos y funcionales socialmente caracterizados. En sentido más amplio, designa una forma de pensamiento social. Las representaciones sociales constituyen modalidades de pensamiento práctico orientados hacia la comunicación, la comprensión y el dominio del entorno social, material e ideal. En tanto que tales [sic], presentan características específicas a nivel de organización de los contenidos, las operaciones mentales y la lógica. (1986: 474).

La definición de representación social ha sido un aspecto controvertido dentro de este campo de estudios. Primero habría que empezar preguntándose: ¿qué se entiende por representación comúnmente? En el teatro, para circunscribirse a un ejemplo particular, representar implica una sustitución aparente, poner algo en el lugar de otra cosa. Esta metáfora no es casual: una representación puede referirse lo mismo a objetos ideales que a reales, tanto ausentes como presentes.
En el acto de representación siempre se relaciona un sujeto (grupal e individual) con un objeto determinado. Representar es, en el sentido estricto de la palabra, volver a presentar, o sea, re-producir, que no reproducir, un objeto cualquiera mediante un mecanismo alegórico. Esta reproducción siempre es subjetiva en última instancia. “En la representación tenemos el contenido mental concreto de un acto de pensamiento que restituye simbólicamente algo ausente, que aproxima algo lejano. Particularidad importante que garantiza a la representación su aptitud para fusionar percepto y concepto y su carácter de imagen.” (Jodelet, 1986: 476).
En todo caso, la representación siempre es portadora de un significado asociado que le es inherente. Al ser formulada por sujetos sociales, no se trata de una simple reproducción sino de una complicada construcción en la cual tiene un peso importante, además del propio objeto, el carácter activo y creador de cada individuo, el grupo al que pertenece y las constricciones y habilitaciones que lo rodean. 
Sería imperdonable caer en el error de considerar que las representaciones son un mero espejo mental del mundo exterior. “Aquí y allá existe una tendencia a considerar que las representaciones sociales son reflejo interior de algo exterior, la capa superficial y efímera de algo más profundo y permanente. Mientras que todo apunta a ver en ellas un factor constitutivo de la realidad social, al igual que las partículas y los campos invisibles son un factor constitutivo de la realidad física.” (Moscovici y Hewstone, 1986: 710).
La representación constituye un concepto marco e híbrido a la vez en un campo de estudios, la psicología social que, de hecho, ha sido construido desde la interdisciplinariedad. La teoría de las representaciones, al integrar en un corpus coherente nociones de variada procedencia teórico-metodológica, con aportes de la sociología, la psicología, la antropología, entre otras, se caracteriza por su síntesis, riqueza, potencial heurístico y flexibilidad. 
Lo anterior, sin embargo, también ha sido su debilidad más notable, pues la complejidad de la representación y su naturaleza molar ha contribuido a disminuir su operatividad empírica. En ese sentido, las representaciones guardan un vínculo muy cercano con conceptos como los de mediación y cultura, que se resisten a ser desarticulados en la investigación de acuerdo con los cánones del positivismo. 
Lo primero que distingue a cualquier definición de representación social sin importar su procedencia es el abandono fáctico de la distinción clásica behaviorista entre estímulo y respuesta y, más aún, entre sujeto y objeto. La teoría de las representaciones plantea que no hay distinción alguna entre los universos externo e interno, entiéndase objetivo y subjetivo, tanto en el caso de los individuos como en los grupos a los cuales estos pertenecen. “El sujeto y el objeto no son fundamentalmente distintos.” (Moscovici, en Abric, 2001). 
Los objetos están inscritos en contextos activos, estructurados, al menos en parte, por la persona o el grupo en cuestión como prolongación de sus visiones particulares y de sus prácticas cotidianas. Para la teoría de las representaciones el estímulo y la respuesta son factores indisociables: he ahí su primer logro inicial allá por 1961, en medio de un panorama dominado por el conductismo.

La noción de representación social nos sitúa en el punto donde se intersecan lo psicológico y lo social. Antes que nada concierne a la manera en que nosotros, sujetos sociales, aprehendemos los acontecimientos de la vida diaria, las características de nuestro ambiente, las informaciones que en él circulan, a las personas de nuestro entorno próximo o lejano. En pocas palabras, el conocimiento «espontáneo», «ingenuo» que tanto interesa en la actualidad a las ciencias sociales, ese que habitualmente se denomina conocimiento de sentido común, o bien pensamiento natural, por oposición al pensamiento científico. Este conocimiento se constituye a partir de nuestras experiencias, pero también de las informaciones, conocimientos, y modelos de pensamiento que recibimos y transmitimos a través de la tradición, la educación y la comunicación social. De este modo, este conocimiento es, en muchos aspectos, un conocimiento socialmente elaborado y compartido. […] En otros términos, se trata [además] de un conocimiento práctico. Jodelet, 1986: 473.

Esta insistencia por rescatar las creencias de la gente y por revalorizar sus teorías del mundo más allá de lo que suponen los cánones academicistas es una ganancia de primer orden para las ciencias sociales en su esfuerzo por descender del pedestal, del distanciamiento positivista, y llegar a las masas.
Las representaciones implican mecanismos de analogía respecto al objeto según la focalización y el punto de vista de los individuos así como la posición del grupo al cual estos pertenecen. En sí, “toda representación es un sesgo de cada sujeto.” (Ursúa, 1987: 349). 
Para Moscovici, una representación social es “una modalidad particular de conocimiento cuya función es la elaboración de los comportamientos y la comunicación entre los individuos. Es un corpus organizado de conocimientos y una de las actividades psíquicas gracias a las cuales los hombres hacen inteligible la realidad física y social, se integran en un grupo o en una relación cotidiana de intercambios, liberan los poderes de su imaginación.” (1979: 17-18).
Las representaciones son una forma de pensamiento natural informal, un tipo de saber empírico, que además se articula al interior de los grupos con una utilidad práctica, en esencia como una guía para la acción social de los sujetos, es decir, como un saber finalizado. 
Las representaciones son teorías del sentido común: Moscovici, Jodelet, Abric, María Auxiliadora Banchs; en fin, un gran número de autores coinciden en este punto. Teoría quiere decir ver si nos fijamos en el origen etimológico del término. En efecto, para los griegos, el vocablo theoría, derivado de la palabra aún más antigua theorós, significaba "ver lo divino".

## Principios para abordar una representación social
De acuerdo con Moliner (1996) un objeto puede dar lugar a una representación social considerando los siguientes cinco criterios:
1. El objeto de la representación social tiene que ser complejo, es decir, disparar significados múltiples dentro de un grupo social puesto que cada subjetividad es propia al sujeto que pertenece a dicho grupo.
2. Dicha representación tiene que ser compartida y, por tanto, generar interacciones por parte de los individuos del grupo.
3. El objeto de la representación supone a la vez desafíos importantes a nivel identitario, de forma individual y colectiva. Dicho de otro modo, en cuanto los retos entrañan la identidad de un grupo, los individuos buscan reforzar la perdurabilidad de ésta, fortaleciendo una adaptación entre la identidad individual y la del grupo para que dicho grupo pueda existir como entidad social.
4. El objeto debe de tener un valor utilitario para mantener la cohesión del grupo involucrado ya que permite a éste interactuar acerca del objeto ubicado en el centro de las discusiones.
5. El objeto de la representación puede revelarse y desarrollarse fuera de cualquier instancias reguladoras, científicas e ideológicas que puedan obstaculizar su emergencia y evolución.